# NGC 3172
NGC 3172（又称Polarissima Borealis）是一个位于小熊座的透镜状星系，1831年由約翰·赫歇爾发现，距地球2.85亿光年，直径8.5万光年。NGC 3172是离离北天极最近的NGC天体。2010年3月，在此星系观测到Ia型超新星SN 2010af。